# Засновка
Засно́вка — деревня Ксизовского сельсовета Задонского района Липецкой области. Имеет одну улицу: Озерная.

## История
Возникло как отселок села Ксизово.

## Население
| 1900 | 1926 | 1932 | 1997 | 2010 |
| ---- | ---- | ---- | ---- | ---- |
| 381  | ↗528 | ↗735 | ↘95  | ↘62  |